# 1988년 해태 타이거즈 시즌
1988년 해태 타이거즈 시즌은 해태 타이거즈가 KBO 리그에 참가한 7번째 시즌으로 김응용 감독이 팀을 이끈 6번째 시즌인데 한국형 야구를 정립하려는 김응용 감독의 의지에 맞춰 1984년(일본 고치) 이후 4년 만에 외국 전지훈련(대만)을 치렀다.
팀은 전기 리그와 후기 리그 모두 1위에 오르며 한국시리즈에 직행했다. 한국시리즈에서는 빙그레 이글스를 4승 2패로 꺾고 창단 4번째 한국시리즈 우승을 달성했는데 주전 1루수 김성한이 시즌 막판 팔목부상을 당해 출전하지 못했으나 이 공백을 지명타자였던 김봉연이 메꿨다.

## 타이틀
- KBO MVP: 김성한
- KBO 골든글러브: 선동열 (투수), 장채근 (포수), 김성한 (1루수), 한대화 (3루수), 이순철 (외야수)
- 한국시리즈 MVP: 문희수
- 미스터올스타: 한대화
- 올스타 선발: 선동열 (투수), 김성한 (1루수), 서정환 (2루수), 한대화 (3루수), 김종모 (외야수), 이순철 (외야수), 김봉연 (외야수)
- 올스타전 추천선수: 이상윤, 김준환
- 컴투스프로야구 80년대 올스타: 김응용 (감독), 김인식 (수석코치), 백기성 (주&수코치), 선동열 (선발투수), 한대화 (3루수)
- 컴투스프로야구 80년대 해태 타이거즈 라인업: 신동수 (중계투수), 방수원 (마무리투수), 장채근 (포수), 서정환 (유격수), 한대화 (3루수), 이순철 (중견수)
- WAR: 선동열 (9.02)
- 출장(타자): 이순철 (108)
- 타석: 이순철 (477)
- 실질타석: 이순철 (471)
- 득점: 이순철 (81)
- 안타: 김성한 (131)
- 2루타: 이순철 (26)
- 홈런: 김성한 (30)
- 루타: 김성한 (233)
- 타점: 김성한 (89)
- 도루: 이순철 (58)
- 사구: 이순철 (12)
- 희생플라이: 김준환, 김성한 (7)
- 장타율: 김성한 (0.577)
- 승리타점: 김성한 (17)
- 탈삼진: 선동열 (200)
- 평균자책점: 선동열 (1.21)

## 선수단
- 선발투수 : 이상윤, 신동수, 문희수, 김정수, 김대현
- 구원투수 : 조도연, 강상진
- 마무리투수 : 선동열, 방수원, 차동철, 송유석, 최상주
- 포수 : 장채근, 김무종
- 1루수 : 김성한, 박철우
- 2루수 : 백인수
- 유격수 : 서정환, 조충열
- 3루수 : 한대화, 차영화
- 좌익수 : 김준환, 조재환
- 중견수 : 이순철, 김성규, 송일섭, 김평호
- 우익수 : 김종모, 이건열
- 지명타자 : 서창기, 김봉연

## 여담
- 이 시즌에 해태 타이거즈 2군이 창설되었으며 무등야구장을 2군 구장으로 사용하기 시작했다.
- 팀은 시범경기에서 한 경기도 이기지 못했다.
- 김성한은 KBO 리그 역대 최초의 단일 시즌 30홈런을 달성했다.
- 선동열은 KBO 리그 사상 최초로 통산 구원 WAR 10을 달성했다.
- 서정환은 이 시즌 홈런을 하나도 치지 못했음에도 타율 0.323을 기록하여 KBO 리그 역대 단일 시즌 무홈런 타자 최고 타율 기록을 세웠다.
- 김무종은 수비 WAR -0.06으로 KBO 리그 역대 용병 포수 단일 시즌 최저 기록을 세웠다.
- 김무종은 이 시즌을 끝으로 KBO 리그를 떠나 KBO 리그 용병 타자 통산 포스트시즌 최다 희생타(4) 기록을 세웠다.